# 徳島県専修学校一覧
徳島県専修学校一覧（とくしまけんせんしゅうがっこういちらん）は、徳島県の専修学校の一覧。

## 公立専修学校

### 徳島市
- 徳島県立総合看護学校

### 名西郡
- 徳島県立農林水産総合技術支援センター農業大学校

## 私立専修学校

### 徳島市
- 専門学校徳島穴吹カレッジ
- 専修学校徳島県美容学校
- ブレーメン動物専門学校

- 和晃編物ファッションビジネス専門学校
- 四国歯科衛生士学院専門学校
- 徳島歯科学院専門学校

- 専門学校健祥会学園
- 龍昇経理情報専門学校

### 鳴門市
- 徳島県鳴門病院附属看護専門学校

### 吉野川市
- 鴨島女子専門学校

### 勝浦郡
- 徳島医療福祉専門学校